# 先生はワガママ
『先生はワガママ』（せんせいはワガママ）は、1994年7月5日から同年8月30日まで、テレビ朝日系列の「火曜ドラマ」枠で放送されていたテレビドラマ。朝日放送と国際放映の共同制作。放送時間は毎週火曜20:00 ‐20:54（JST）。

## 概要
男女共学化をもくろむ理事長の画策によって経営不振の名門・私立栄華女学院に転校してきた3人の男子生徒。女子生徒ばかりの中に突然放り込まれる羽目になった3人によって巻き起こされる騒動を描いたコメディ。
大塚由美の漫画『シュガーなお年頃』を原作としているが、ドラマ版の放送が回を重ねて行くに連れて、大塚は漫画の作中で「自分は原作ではなく原案である」と述べた。作品そのものは大塚の体調不良から連載二回で休載。ドラマでの設定キャラやストーリー展開が漫画とは全くの別物となったため、大塚は「原案を自分にする必要性があったのか?」とさえ語った。その一方で、ドラマ化されたことについては喜んでいた。

## キャスト
- 華世：名取裕子
  - 主人公の数学教師。栄華女学院の出身。ドラマのタイトル通り、我儘な性格。口癖は「私がルールブックですから！」。母校の共学校転換に猛反対し、藤堂理事長の裁量で転入してきた3人の男子生徒にムチャぶりを強要し、結果3人を｢追放｣させ、共学化を阻止しようとした。
- 藤堂：京本政樹
  - 栄華女学院の理事長。学園再建の為に共学校転換を画策。自分の甥の春樹ら3人の男子生徒をそのテストパターンとして転入させた。最終回では、華世の口癖をそっくりそのまま彼女に返し、黙らせた。
- 魚住春樹：長瀬智也
  - 理事長の甥
- 松岡昌宏
- 原知宏
- 高橋かおり
- 鈴木蘭々
- 渋谷琴乃
- 矢部美穂
- 阿知波悟美　
  - 華世の同僚教師役で出演。彼女もまた華世同様に栄華女学院の共学校転換に猛反対している。

## テーマ曲
- 藤重政孝「愛してるなんて言葉より…」
- 伊秩弘将「あの夏の二人」

## スタッフ
- 脚本：桃井章、清水喜美子
- 監督：辻理
- 企画：大熊邦也
- プロデューサー：大野逸雄、郷田美雄、浦井孝行、吉田力
- 技術協力：オーエイギャザリング
- 美術協力：山崎美術
- ポスプロ：共同テレビビデオ編集センター
- 製作：朝日放送、国際放映

## サブタイトル
| 各話  | 放送日        | サブタイトル                |
| ----- | ------------- | --------------------------- |
| 第1話 | 1994年7月5日  | シュガーなお年頃            |
| 第2話 | 1994年7月12日 | 混浴プール・オバケ不純騒動! |
| 第3話 | 1994年7月19日 | カンニング大作戦            |
| 第4話 | 1994年7月26日 | 禁じられた恋                |
| 第5話 | 1994年8月2日  | 先生浴場!大乱入             |
| 第6話 | 1994年8月9日  | 恋は幽霊大作戦で            |
| 第7話 | 1994年8月16日 | ワガママ!絶好調             |

## ネット局
| 放送対象地域  | 放送局           | 系列           | 備考                      |
| ------------- | ---------------- | -------------- | ------------------------- |
| 近畿広域圏    | 朝日放送         | テレビ朝日系列 | 制作局 現・朝日放送テレビ |
| 関東広域圏    | テレビ朝日       | テレビ朝日系列 |                           |
| 北海道        | 北海道テレビ     | テレビ朝日系列 |                           |
| 青森県        | 青森朝日放送     | テレビ朝日系列 |                           |
| 宮城県        | 東日本放送       | テレビ朝日系列 |                           |
| 秋田県        | 秋田朝日放送     | テレビ朝日系列 |                           |
| 山形県        | 山形テレビ       | テレビ朝日系列 |                           |
| 福島県        | 福島放送         | テレビ朝日系列 |                           |
| 新潟県        | 新潟テレビ21     | テレビ朝日系列 |                           |
| 長野県        | 長野朝日放送     | テレビ朝日系列 |                           |
| 静岡県        | 静岡朝日テレビ   | テレビ朝日系列 |                           |
| 石川県        | 北陸朝日放送     | テレビ朝日系列 |                           |
| 中京広域圏    | 名古屋テレビ     | テレビ朝日系列 |                           |
| 広島県        | 広島ホームテレビ | テレビ朝日系列 |                           |
| 山口県        | 山口朝日放送     | テレビ朝日系列 |                           |
| 香川県 岡山県 | 瀬戸内海放送     | テレビ朝日系列 |                           |
| 福岡県        | 九州朝日放送     | テレビ朝日系列 |                           |
| 長崎県        | 長崎文化放送     | テレビ朝日系列 |                           |
| 熊本県        | 熊本朝日放送     | テレビ朝日系列 |                           |
| 大分県        | 大分朝日放送     | テレビ朝日系列 |                           |
| 鹿児島県      | 鹿児島放送       | テレビ朝日系列 |                           |